# Kutusaari (ö i Norra Österbotten, Koillismaa)
Kutusaari är en ö i Finland. Den ligger i sjön Kortejärvi och i kommunen Taivalkoski i den ekonomiska regionen  Koillismaa ekonomiska region  och landskapet Norra Österbotten, i den nordöstra delen av landet, 600 km norr om huvudstaden Helsingfors. Öns area är 0,2 hektar och dess största längd är 80 meter i sydväst-nordöstlig riktning.